# 호남원예고등학교
호남원예고등학교(湖南園藝高等學校)는 대한민국 전라남도 나주시 금천면 원곡리에 있는 공립 고등학교이다.

## 학교 연혁
- 1939년 4월 1일 : 면업전수학교 설립
- 1946년 2월 6일 : 나주원예중학교 설립
- 1947년 10월 10일 : 호남원예고급중학교 6년제 설립인가, 초대 양봉화 교장 취임
- 1951년 8월 31일 : 나주금천중, 호남원예고등학교 분리. 겸임
- 1973년 12월 25일 : 동. 서양 절충식 정원 완공
- 2006년 3월 28일 : 다목적 강당(금원관) 완공
- 2017년 3월 1일 : 나주금천중학교 이설(빛가람 혁신도시)
- 2017년 8월 24일 : 자영농업고등학교 지정(~2025)
- 2022년 9월 1일 : 제28대 이정례 교장 부임
- 2025년 1월 13일 : 제75회 76명 졸업(총 6,006명)

## 설치 학과
- 원예과

## 참고 자료
- 호남원예고등학교 - 한국교육학술정보원 학교알리미